# Thaïs (sainte)
Pour les articles homonymes, voir Thaïs.
Thaïs est une pécheresse repentie en Égypte (IVe siècle). Dans le ménologe grec son nom se trouve au 8 octobre, mais il ne figure pas dans le Martyrologe romain.

## Sources
Il existe deux récits de sa vie : l'un est une légende à l'origine écrite en grec, peut-être au Ve siècle (traduite en latin par Denys le Petit à la demande de l'abbé Pastor, la Vita Thaisis), l'autre en vers par Marbode, évêque de Rennes mort en 1123 (Acta SS., IV, Oct., 223; Bibl. Hag.lat., II, 1161).

## Biographie
Selon la légende, Thaïs était une pécheresse publique en Égypte, « probablement une prostituée, une danseuse, une mime, une actrice ou tout cela en même temps ». Elle possédait une telle emprise sur les hommes que leurs querelles faisaient verser le sang jusqu’à sa porte. Nombreux furent ceux qui se ruinèrent pour elle. Elle fut convertie par un ermite, Paphnuce (on cite aussi parfois les saints Bessarion de Scété ou Sérapion le Sidonite ; le Père Hippolyte Delehaye dit dans Les Martyrs d'Égypte (Anal. boll., XXIV, 400) : « Si la légende a un fond historique l'ermite doit avoir été Paphnuce. »). Elle fut amenée dans un couvent et placée dans une cellule. Après trois ans de pénitence elle eut le droit d'en sortir et fut mise parmi les religieuses, mais ne vécut ainsi que quinze jours.
On la fête le 8 octobre.

## Postérité dans l'art et la littérature
On la représente généralement en train de brûler ses richesses et ses parures, ou en train de prier dans une cellule tout en montrant un rouleau de papier portant ces mots : « Toi qui m'as vraiment créée, aie pitié de moi. »
- Paphnuce ou la conversion de la courtisane Thaïs (en)  (Xe siècle) est une comédie de Hrotsvita de Gandersheim ;
- La Légende dorée (1266) est une œuvre littéraire de Jacques de Voragine qui raconte la vie d'environ 150 saints ou groupes de saints dont Sainte Thaïs.
- La Légende de sainte Thaïs, comédienne in Le Chasseur bibliographe (1867) est un poème d'Anatole France.
- Thaïs (1890) est un roman d'Anatole France.
- Thaïs (1894) est un opéra en trois actes et sept tableaux de Jules Massenet, adapté du roman d'Anatole France.

## Liens
- Ressource relative aux beaux-arts :   - British Museum
- Notices dans des dictionnaires ou encyclopédies généralistes :   - Britannica
  - Collective Biographies of Women
  - Gran Enciclopèdia Catalana
  - Store norske leksikon
- Notices d'autorité :   - VIAF
  - ISNI
  - LCCN
  - GND
  - Israël
  - Tchéquie
  - WorldCat